# Sauveterre-de-Guyenne
Sauveterre-de-Guyenne je francouzská obec v departementu Gironde v regionu Akvitánie. V roce 2009 zde žilo 1 825 obyvatel. Je centrem kantonu Sauveterre-de-Guyenne.